# Monumento a los caídos del 8 de agosto de 1848

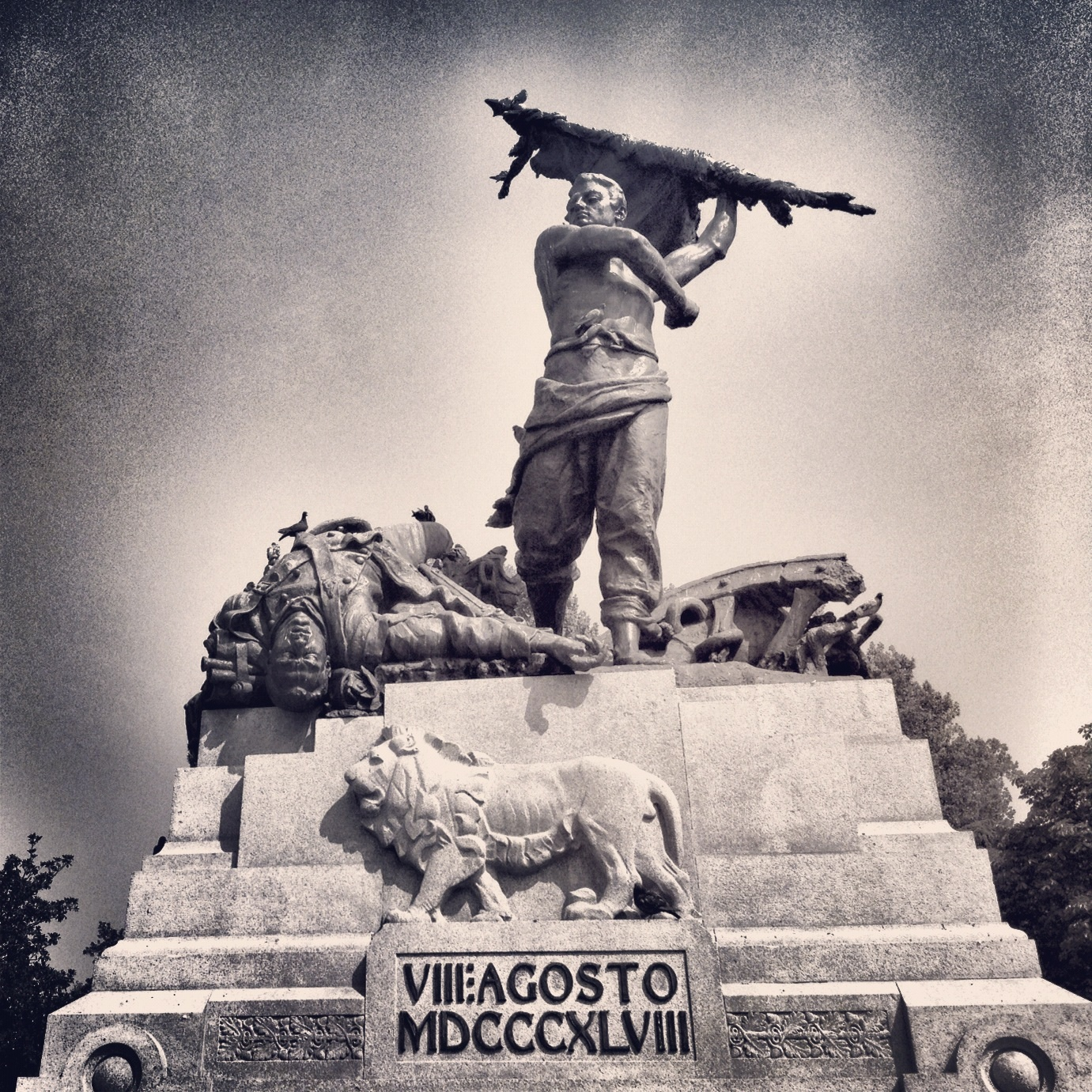
Monumento a los caídos del 8 de agosto de 1848 en Bolonia, en la plaza homónima.

El monumento a los caídos del 8 de agosto de 1848 (en italiano: monumento ai caduti dell'8 de agosto de 1848), conocido también como "il Popolano", es una estatua de bronce colocada en la plaza VIII agosto de Bolonia, a la entrada del Parque de la Montagnola. Es obra del escultor boloñés Pasquale Rizzoli y está datada en 1903. Con ella se quiso recordar el día en el que el pueblo boloñés cayó ante las tropas austriacas tras un largo conflicto armado.

## Historia
La obra tuvo una inauguración controvertida. Unas horas antes de la fecha fijada para su inauguración, el 8 de agosto de 1903, se supo que al acto participarían las Asociaciones Católicas, a pesar de no estar invitadas. Ante estos hechos, la Unión Socialista, con la adhesión de las sindicatos obreros (Società Operarie), promovió una contramanifestación para la tarde. En este clima de protesta, la inauguración se pospuso para el 20 de septiembre de 1903.